# Placentia, Kalifornien
Placentia är en stad (city) i Orange County, i delstaten Kalifornien, USA. Enligt United States Census Bureau har staden en folkmängd på 51 302 invånare (2011) och en landarea på 17 km².